# 江戸屋町
江戸屋町（えどやちょう）は、愛知県名古屋市西区の地名。

## 歴史

### 町名の由来
元和7年に江戸深川の商人が当地に移住し江戸屋を名乗ったことに由来するという。

### 沿革
- 1878年（明治11年） - 愛知郡名古屋村の一部により、名古屋区江戸屋町として成立[2]。
- 1889年（明治22年）10月1日 - 名古屋市成立に伴い、同市江戸屋町となる[2]。
- 1908年（明治41年）4月1日 - 西区成立に伴い、同区江戸屋町となる[2]。
- 1981年（昭和56年）8月23日 - 西区新道一丁目・浅間二丁目にそれぞれ編入され消滅[2]。